# Sciophila ciliata
Sciophila ciliata är en tvåvingeart som beskrevs av Edwards 1940. Sciophila ciliata ingår i släktet Sciophila och familjen svampmyggor. Inga underarter finns listade i Catalogue of Life.